# Servei Geològic de Catalunya
L'Institut d'Estudis Catalans va organitzar en 1914 un Servei Geogràfic i un de geològic per a la Mancomunitat de Catalunya que tenien per objecte la publicació d'un mapa de Catalunya a escala 1:40.000 en les seves versions geogràfica, geològica i agronòmica, a partir del Mapa geològic de la província de Barcelona que havia començat a elaborar el 1884 el canonge Jaume Almera i Comas des de la Diputació de Barcelona
Per indicació d'Almera, el servei va ser dirigit pel Dr. Marià Faura i Sans. L'ampliació del del mapa 1:40.000 es va suspendre en 1920 per manca de pressupost i finalment es va engegar un nou mapa a escala 1:100.000 que aconseguí acabar set fulls del Mapa dels quals se'n publicaren, sobretot a la cartografia preexistent d'Almera i als estudis recents de Vilaseca i Bataller, que col·laboraven desinteressadament en el projecte els fulls del mapa geològic corresponents a Sant Feliu de Guíxols, Vilafranca del Penedès, Vilanova i la Geltrú, Tortosa i Goles de l'Ebre; està a punt també el de Barcelona i voltants, però que no va arribar a editar-se. Els treballs van ser interromputs pel cop d'estat de Primo de Rivera, amb la supressió d'aquest servei i el 1925 de tota la Mancomunitat.